# 羅德里哥·維拉
羅德里哥·維拉（1981年10月23日—）是一名阿根廷曲棍球運動員，曾代表國家參加2012年倫敦奧運的男子曲棍球比賽，並未獲得獎牌。